# Jutahy Júnior
Jutahy Magalhães Júnior GOMM (Salvador, 14 de outubro de 1955) é um advogado e político brasileiro filiado ao Partido da Social Democracia Brasileira (PSDB). Foi ministro do Bem-Estar Social durante o governo Itamar Franco. Pela Bahia, foi deputado federal durante oito mandatos e deputado estadual.

## Biografia
É filho do político Jutahy Magalhães e neto do governador Juracy Magalhães. Foi deputado estadual e está no seu sexto mandato como deputado federal. Em 1994, foi candidato ao governo da Bahia, com apoio de Lula e da prefeita Lídice da Mata, ficando em 3º lugar.
Advogado formado pela UFBA, Jutahy já foi deputado estadual, deputado federal Constituinte, secretário estadual de Justiça e Direitos Humanos e ministro da Ação Social do Governo Itamar Franco. Em 1993, como ministro, Jutahy foi admitido por Itamar à Ordem do Mérito Militar no grau de Grande-Oficial especial.
Jutahy foi quatro vezes líder nacional do PSDB, sendo o 1º vice-líder da bancada nos três anos em que José Serra assumiu a liderança na Câmara. Casado com a jornalista Jacqueline tem dois filhos, Jutahy Neto e Lavínia.
No ano de 2016, votou a favor do processo de impeachment da então presidente Dilma. Em abril de 2017 votou a favor da Reforma Trabalhista. Em agosto de 2017 votou a favor do processo em que se pedia abertura de investigação do então Presidente Michel Temer.
Nas eleições de 2018, foi candidato ao cargo de senador, mas ficou em 4º lugar com cerca de 8% dos votos válidos.